# Província d'Andijan
La província d'Andijan (uzbek: Andijon viloyati), és una divisió administrativa, coneguda com a viloyati, de l'Uzbekistan, ubicada a la zona oriental del país, a la vall de Fergana, amb capital a la ciutat d'Andijan. Altres ciutats importants són Asaka (Leninsk), Xonobod, Shahrixon (Moscovskiy), i Qorasuv.

## Economia

### Recursos minerals
Entre els recursos naturals inclouen dipòsits de petroli, gas natural, ozoquerita i calcària.

### Agricultura
L'agricultura de la província es basa principalment en el cultiu de cotó, cereals i viticultura. També destaca el cultiu del meló i de síndries en zones de reg.